# 長沼修
長沼 修（ながぬま おさむ、1943年（昭和18年）7月19日 - ）は、日本の実業家で、元・北海道放送（HBC）プロデューサー。同局で常務取締役、代表取締役社長、会長を歴任した後に、2010年から2017年まで札幌ドームの運営会社（株式会社札幌ドーム）の代表取締役社長を務めた。

## 人物・経歴
北海道安平郡早来町（現在は安平町）生まれ。父親は北海道庁の農林技師で、戦後現在の札幌市西区琴似に転居。母方の曽祖父は明治初期に琴似に入植した屯田兵であった。北海道札幌西高等学校から北海道大学農学部を経て、ラジオ・テレビ兼営局のHBCへ1967年に入社した。
地元で最も早く設立された民放局でもあるHBCとの縁は、大学生時代に在籍していたオーケストラ部での活動にまで遡る。同部では演奏会を開くたびに、初代社長の阿部謙夫へ招待券を送っていたが、阿部はいつも当日券を購入したうえで鑑賞していたという。そのような阿部の姿勢に敬意を抱いた長沼は、HBCの入社試験を受験。採用の当初は報道記者を志していたものの、当時HBCが情報番組を新たに立ち上げていたことを背景に制作部へ配属された。もっとも実際には、当時道内で頻発していた炭鉱事故などの取材にも駆り出されていたほか、ドキュメンタリーやテレビドラマの制作にも携わっていた。
HBCへの入社3年目（1969年）から携わっていたテレビドラマの制作では、守分寿男に師事。当時の同局では年に4 - 6本のペースで『日曜劇場』（TBS系列の全国ネット枠）向けに単発のドラマを制作していて、芸術志向の高い作品や実験的な作品を次々と送り出していた。そのような環境の下で、田中絹代（女優）が初めて出演したテレビドラマで、日本のテレビドラマとしては初めて小型のビデオカメラでオールロケを敢行した『りんりんと』（1974年放送）などの制作へ従事。初めて演出を担当した『聖夜』（1973年放送）では、守分とのコンビで数々のドラマを手掛けていた倉本聰から、書き下ろしの脚本が提供された。その後も、倉本の脚本による作品を10本ほど制作。倉本の代表作に数えられている『うちのホンカン』シリーズでは、1981年放送の第5作と最終作を演出したところ、最終作が第30回の日本民間放送連盟賞で優秀賞を受賞した。さらに、市川森一の脚本による『バースディ・カード』（1977年放送）『サハリンの薔薇』（1991年の放送で同年の文化庁芸術祭テレビドラマ部門・芸術作品賞受賞作品）や、金子成人の脚本による『カラス係長奮闘記』シリーズ（1989 - 1992年に放送）などでも演出を担当。結局、HBCが制作したテレビドラマ（約200本）のおよそ半数の作品に関わった。
その一方で、大学生時代にオーケストラ部でコントラバスを演奏していた経験を買われて、音楽番組のディレクターも担当。『ロッテ歌のアルバム』（TBS制作）や『ゆく年くる年』（TBS系列で制作していた1976 - 1977年版）などで北海道内からの生中継を制作していたほか、HBCの本社がある札幌市でスティービー・ワンダーの公演が開かれた際にはプロモーション・ビデオを撮影した。一時は、日本レコード大賞の審査員にも名を連ねている。さらに、1987年に『童は見たり』というドキュメンタリーを制作したところ、同年の芸術祭のテレビドキュメンタリー部門で芸術作品賞を受賞した。
1995年6月に制作部のプロデューサーから社長室の経営企画部長へ異動したことを機に、当時老朽化が進んでいた本社屋の建て替え計画や、地上デジタルテレビ放送（地デジ）への対応に奔走。社長室長だった1999年6月に常務取締役への就任を命じられたものの、当時の社長だった深谷勝清が肺がんを患っていたことから、わずか10ヶ月後（2000年4月）には社長の座を深谷から引き継いだ。
HBCの社長へ就任してからは、日本国内における景気の低迷などを踏まえて、本社屋の建て替え計画をいったん凍結。その一方で、日本民間放送連盟のデジタル特別委員を兼務しながら、北海道内における民放の地デジ化で「まとめ役」を担っていた。しかし、道内の地デジ化が一段落したところ、リーマン・ショックの影響でHBCの売上が大幅に減少。社員へのボーナスを半減せざるを得ない状況へ陥ったことに加えて、テレビ放送部門での番組の視聴率も総じて低迷していたため、2009年に社長から会長へ退いた。もっとも、会長を務めたのは1年間だけで、2010年に株式会社札幌ドームの社長へ転身。また、HBC本社屋の建て替えについては、同局における1代後の社長である渡辺卓（現・代表取締役会長）の下で筋道を描き、2代後の社長（勝田直樹）の下で2020年に実現している。
HBCの会長から第三セクター方式で運営されている札幌ドームの社長へ転身したのは、関係者からの打診によるもので、エンターテインメント系の多種多様なイベントがドーム内で開催されていることを「放送（HBC）で取り組んできたことの延長」と考えながら転身に踏み切った。転身の直後には、札幌駅の地下街を歩いていたところで心停止に突然見舞われたが、偶然居合わせた看護師の心臓マッサージによって一命を取り留めたという。また、2004年から札幌ドームを本拠地に使用していた北海道日本ハムファイターズが道内での本拠地移転を申し出た際には、札幌市長（当時）の秋元克広などと共に残留を要請。しかし、条件面で折り合いが付かなかったことから、結局はエスコンフィールド北海道（ファイターズが北広島市に自前で建設した専用球場）への移転に至っている。札幌ドームの社長を退任した2017年秋の叙勲で、旭日小綬章を受章。

## 主な作品

### テレビドラマ
- 林で書いた詩（1974年）監督・演出
- バースディ・カード（1977年）監督・演出
- ガラスの向こう側（1979年）監督・演出
- 春のささやき（1980年）監督・演出
- うちのホンカン（1981年）第5作・第6（最終）作の監督・演出
- 清き國ぞとあこがれぬ（2013年）脚本・構成・演出

### 連載コラム
- 『北海道新聞』朝刊「朝の食卓」

### 著書
- 『北のドラマづくり半世紀』（北海道新聞社、2015年、ISBN 978-4894537842）
- 『日々雑志記　なんか変だな』（亜璃西社、2020年12月9日初版刊行、ISBN 978-4906740451）
  - 前述した「朝の食卓」向けに執筆したコラムなどを基に編集